# Llywelyn ap Seisyll
Llywelyn ap Seissyll (fallecido en 1023) fue rey en el siglo XI de Gwynedd, Powys y Deheubarth. 
Llywelyn era hijo de Seisyll, un hombre de quien poco se sabe. Llewellyn aparece por primera vez oficialmente en 1018, año en que derrotó y mató a Aeddan ap Blegywryd junto con cuatro de sus hijos y obtuvo Gwynedd y Powys.
En 1022, un hombre llamado Rhain el Irlandés fue hecho rey de Deheubarth,  afirmando ser hijo de Maredudd ab Owain, cuya hija Angharad se había casado con Llywelyn. Llywelyn comenzó una guerra contra Rhain,  se enfrentaron en una batalla en Abergwili, y después de una “masacre en ambos bandos” Rhain fue asesinado permitiendo a Llywelyn tomar el control de Deheubarth.
Llywelyn, después de su éxito contra Rhain, murió en 1023. El Brut y Tywysogion retrata el reinado de Llywelyn reinado como un reinado próspero diciendo “completo en abundancia de riqueza y habitantes; hasta el punto que se suponía que no había nadie pobre ni indigente en todos sus territorios, ni un villorrio vacío, ni cualquier deficiencia.” Llywelyn fue llamado "Rey de los Britanos" por los Anales de Úlster.
Llywelyn tuvo un hijo llamó Gruffydd; no sucedió a su padre, posiblemente porque era demasiado joven para ello. Gruffydd se convertiría en el primer rey de Gales, aunque fue asesinado por sus hombres en 1063. Los hijos de Gruffydd, Maredudd e Idwal murieron en 1069, luchando en la Batalla de Mechain. 

## Lecturas complementarias
- John Edward Lloyd (1911). A history of Wales: from the earliest times to the Edwardian conquest. Longmans, Green & Co. (1911). Longmans, Verde & Co.
- Editores: John Edward Lloyd, R.T. Jenkins (1959). editors: John Edward Lloyd, R.T. Jenkins (1959). Dictionary of Welsh Biography. Oxford.

- Datos: Q953828